# Evaristus

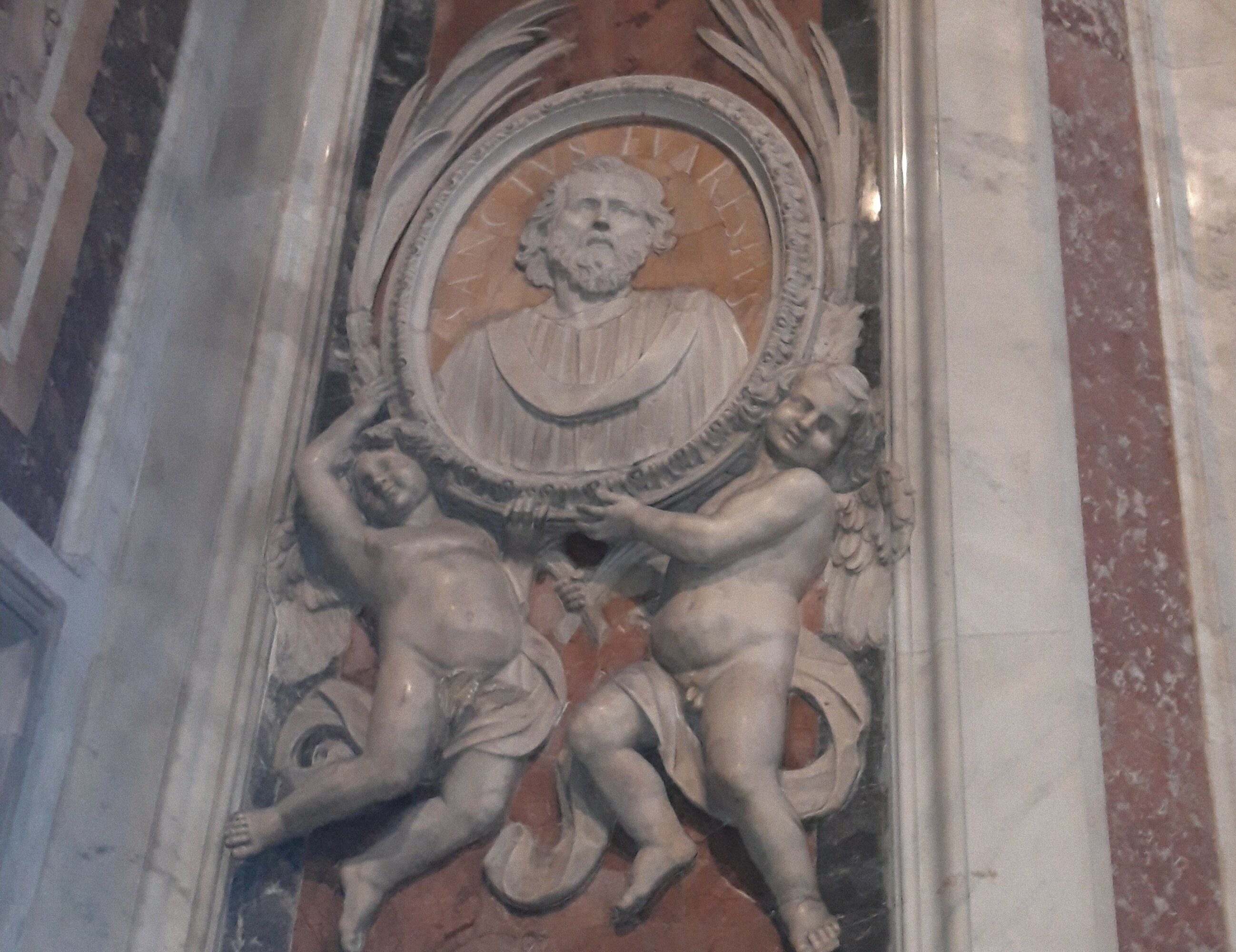
Darstellung von Evaristus im Petersdom

Evaristus (* im 1. Jahrhundert; † wahrscheinlich 105–107 in Rom) war an der Wende zum 2. Jahrhundert n. Chr. eine führende Gestalt in der Christengemeinde Roms und wird traditionell als fünfter Bischof von Rom gezählt, der etwa 98–105 amtiert habe. Im Catalogus Liberianus, einer spätantiken Papstliste, wird er Aristus genannt.

## Leben
Konkrete Nachrichten sind über Evaristus nicht bekannt. Sein Name ist griechischer Herkunft und bedeutet: der „Wohlgefällige“. Dem Liber Pontificalis zufolge, dessen Angaben aber keinen historischen Wert besitzen, soll er aus einer Familie griechischen Ursprungs stammen, aber einen jüdischen Vater gehabt haben, der in Bethlehem geboren sei. Evaristus gelangte während der Regierungszeit des römischen Kaisers Domitian in eine führende Stellung in der Christengemeinde Roms. Der Liber Pontificalis gibt auch an, er habe Rom in sieben diaconias, Diakonien, aufgeteilt. Er wird traditionell als Märtyrer betrachtet. Sein kirchlicher Gedenktag ist der 26. Oktober.